# 裸杯喉盤魚
裸杯喉盤魚（學名：Gymnoscyphus ascitus），為輻鰭魚綱喉盤魚目喉盤魚科的其中一種，分布於中西大西洋聖文森海域，深度231至258公尺，體長可達3.1公分，屬底棲性魚類，生活習性不明。